# (635) Vundtia
(635) Vundtia es un asteroide perteneciente al cinturón de asteroides descubierto el 9 de junio de 1907 por Karl Julius Lohnert desde el observatorio de Heidelberg-Königstuhl, Alemania.
Está nombrado en honor de fisíolo alemán Wilhelm Wundt (1832-1920).